# Partito Comunista di Germania/Marxisti-Leninisti
Il Partito Comunista di Germania/Marxisti-Leninisti (in tedesco Kommunistische Partei Deutschlands/Marxisten-Leninisten, KPD/ML) era un partito comunista attivo durante la guerra fredda in Germania Ovest e, clandestinamente, nella Repubblica Democratica Tedesca.

## Storia e programma
Il KPD/ML fu fondato il 31 dicembre 1968 ad Amburgo. Il partito nacque attorno alla figura del politico Ernst Aust (1923–1985), ex membro del Partito Comunista di Germania. Dalle altre organizzazioni di sinistra veniva chiamata anche "Gruppo Alba Rossa", dal nome del suo organo centrale. La sede principale era a Dortmund.
Il KPD/ML rifiutò le posizioni della DKP, giudicate revisioniste, e si orientò dapprima al maoismo ed in seguito, dopo la rottura tra Albania e Repubblica Popolare Cinese, al modello socialista albanese.
Nel 1974 Aust fu ricevuto per la prima volta dal leader albanese Enver Hoxha in udienza privata. Il 1º giugno 1975 Yao Wenyuan, membro del Comitato Centrale del Partito Comunista Cinese, ricevette il presidente del KPD/ML. Nel 1977 la rottura con il maoismo fu definitiva e nel 1978, in occasione del suo quarto congresso, il partito si diede un nuovo programma, nel quale vennero prese le distanze dalla Teoria dei tre mondi di Mao. Nel 1984 si raffreddarono anche i rapporti con il Partito del Lavoro d'Albania.
Nel 1970 all'interno del KPD/ML cominciò la battaglia tra il Zentralkomitee ed il Zentralbüro diretto da Peter Weinfurth e Gerd Genger, che aveva la sua sede a Bochum. L'organo del Comitato Centrale era il Roter Morgen ("Alba Rossa"), mentre quello dell'Ufficio Centrale era il Rote Fahne ("Bandiera Rossa"). Ma già nel 1973 la Rote Fahne fu chiusa ed il Zentralbüro smantellato. Sotto Willi Dickhut nacque il KPD/ML-"Revolutionärer Weg" ("Via rivoluzionaria"), che nel 1972 si fuse con la KAB/ML per formare il KABD; con Hartmut Dicke (pseudonimo: Klaus Sender) nacque invece la KPD/ML-Neue Einheit, che oggi si chiama Gruppe Neue Einheit. Dopo lo scioglimento del maoista Partito Comunista di Germania/Organizzazione per la Costituzione al suo terzo congresso (marzo 1980) la sigla "KPD" fu nuovamente libera ed il KPD/ML cambiò nome, appunto, in "KPD".

### Gruppo nella RDT
A metà degli anni settanta un gruppo di lavoro di opposizione e cospirazione di Berlino Est, costituito soprattutto da giovani intellettuali e lavoratori, entrò in contatto con il KPD/ML. La loro critica principale mossa alla SED era l'abbandono del marxismo-leninismo, la dipendenza della Repubblica Democratica Tedesca dall'Unione Sovietica e la conseguente soppressione di tutte le voci critiche nel Paese. Nacque così una collaborazione ed un sostegno da parte del KPD/ML, attraverso la produzione di stampati, come il "Roten Stachel", il "Roter Morgen", il "Roter Blitz" e tanti volantini.
Il KPD/ML fu l'unico movimento comunista occidentale in grado di creare una propaggine nella Germania dell'Est. Ma a causa di comportamenti negligenti nello scambio di informazioni tra membri del KPD/ML e cittadini dell'Est, nel 1980-81 la Stasi riuscì ad identificare e arrestare o bloccare tutti i collaboratori della sezione orientale del partito, mentre tutto il lavoro politico, dalle analisi alla distribuzione di giornali, volantini e così via, fu distrutto.
Dopo la caduta del muro alcuni membri della sezione della DDR riprese i contatti con il KPD/ML, che però vennero interrotti nuovamente poco tempo dopo. Il gruppo di Magdeburgo invece si riorganizzò dopo il 1989.

### Passaggio nella VSP
Alcuni gruppi residuali del KPD/ML collaborarono negli anni ottanta con il trotzkista GIM (Gruppe Internationale Marxisten), con il quale il 4 e 5 ottobre 1986 si fusero a Dortmund per formare il Partito dei Socialisti Uniti (Vereinigte Sozialistische Partei, VSP). Dei 364 tesserati con diritto di voto, l'83% votò a favore della fusione.